# Gavril Iosif Chiuzbaian
Gavril Iosif Chiuzbaian (n. 20 martie 1945, Baia Sprie, România – d. 4 aprilie 2014) a fost un jurist și om politic român, ministru al justiției din partea PUNR în perioada 1994-1996, în guvernul Nicolae Văcăroiu. 

## Viața timpurie și cariera profesională
Gavril Iosif Chiuzbaian s-a născut în 1945 în Baia Sprie, fiind fiul unui ilegalist comunist. A absolvit Facultatea de Drept a Universității din București printre primii (apoi a obținut și un doctorat), a fost membru U.T.C., iar, din 1976, membru P.C.R.. 
Chiuzbaian a fost președinte de onoare al Uniunii Juriștilor din România, vicepreședinte al Uniunii Internaționale a Juriștilor Democrați. 

## Activitate culturală
Chiuzbaian a fost asociat cu Fundația Drăgan, fondată de controversatul Iosif Constantin Drăgan.
Chiuzbaian a fost, alături de Mihai Opriș și Dinu Cocea, unul din scenariștii filmului Instanța amână pronunțarea (1976) și a scris în revistele Era Socialistă și Săptămîna, ultima fiind coordonată de Corneliu Vadim Tudor și Eugen Barbu. Chiuzbaian a fost autorul unor studii despre traci și geto-daci.

## Activitate politică
Chiuzbaian a făcut parte din Uniunea Vatra Românească și a fost membru PUNR. Între 1994-1996 a fost ministru al justiției în guvernul condus de Nicolae Văcăroiu. 

## Controverse
În septembrie 2022, la 6 ani după moartea lui Chiuzbaian, jurnalista Ioana Ene Dogioiu a povestit cum, în 1995, când era ministru, Chiuzbaian a încercat să o violeze chiar în biroul său., 

## Filmografie

### Scenarist
- Instanța amână pronunțarea (1976) – împreună cu Mihai Opriș și Dinu Cocea